# Njiulujåkka
Njiulujåkka (Samisch: Njivlujohka) is een rivier annex beek, die stroomt in de Zweedse  gemeente Kiruna. De rivier ontstaat op de hellingen van het Scandinavisch hoogland en stroomt naar het zuiden. Ze doet daarbij het Njiulumeer aan. Daarna stroomt zij tussen de bergen Lafutoaivi en Njivlugielas. Ze levert haar water in bij de Láfutjåkka.
Afwatering: Njiulujåkka → Láfutjåkka →  Lainiorivier → Torne → Botnische Golf